# Oceanografia operacional
L'oceanografia operacional són el conjunt d’activitats encaminades a la mesura rutinària i a llarg termini de l'oceà, la predicció de la seva evolució i la ràpida interpretació i difusió d’aquesta informació.
L’oceanografia operacional respon a la necessitat de tenir informació fiable i actualitzada sobre el medi físic que permeti fer un seguiment del canvi climàtic al mar, realitzar les activitats marítimes  de manera eficient i segura i gestionar l’entorn marítim. En particular, l’oceanografia operacional proporciona mesures i prediccions de l'onatge, el nivell del mar, els corrents marins, la salinitat i la temperatura del mar així com productes derivats d'aquests. Per altra banda, el desenvolupament d’instruments autònoms que permeten mesurar variables biològiques, principalment per satèl·lit, i de models numèrics dels ecosistemes marins han fet que l’oceanografia operacional comenci a incloure l’observació i predicció d’algunes variables biològiques com són la concentració de clorofil·la.
Les diferents activitats que es duen a terme es poden agrupar en tres grans blocs: l’observació dels oceans, la modelització dels processos oceànics i la interpretació i disseminació de la informació generada. L’observació dels oceans es realitza fent servir un ampli ventall de plataformes d’observació que inclouen  els satèl·lits oceanogràfics, els radars d'alta freqüència, els instruments autònoms (boies a la deriva, gliders, AUV), les boies fondejades amb instruments oceanogràfics o els vaixells, ja siguin vaixells especialitzats (vaixells oceanogràfics) o vaixells d’oportunitat, com per exemple els vaixells de transport dotats amb instruments oceanogràfics. La modelització dels processos oceanogràfics consisteix en resoldre numèricament la segona llei de Newton per un fluid, és a dir, consisteix en resoldre l’equació de Navier-Stokes. La dificultat per fer-ho fa que, a la pràctica, se simplifiquin les equacions i que es resolguin per separat els moviments lents, associats als corrents marins, (models de circulació oceànica) dels moviments ràpids, associats a l'onatge (models d’onatge). La informació proporcionada per les observacions i els models cal processar-la per generar productes de valor afegit que s’han de fer arribar tan ràpidament com sigui possible als usuaris.